# Nissan Sunny
De Nissan Sunny is een model van Nissan uit het populaire C-segment. De auto werd in 1966 op de markt gebracht als de Datsun 1000.
Het was een concurrent van onder meer de Volkswagen Golf, Opel Astra en Toyota Corolla. De Nissan Sunny werd geproduceerd vanaf 1986, de naam was overgenomen van de Datsun Sunny. In 1995 nam de Nissan Almera de fakkel over. In sommige andere landen wordt de Sunny desalniettemin nog steeds geleverd. Een model uit de Sunny-serie is bijvoorbeeld de 1.5GL, die gekenmerkt werd door zijn lage, lange carrosserie. Hij is gemaakt tussen 1983 en 1989.
Een speciale versie was de Nissan Sunny GTi-R, een vierwielaangedreven Sunny met een 220 pk sterke twee liter turbomotor. De Nissan Sunny GTi-R is geproduceerd van 1991 tot 1993.
Huidige modellen Europa:
370Z ·
Ariya ·
Cabstar ·
Cube ·
GT-R ·
Interstar ·
Juke ·
Leaf ·
Micra ·
Murano ·
Navara ·
Note ·
NV200 ·
NV300 ·
NV400 ·
Pathfinder ·
Primastar ·
Qashqai ·
Townstar ·
X-Trail

Huidige modellen internationaal:
Altima ·
Armada ·
Bluebird ·
Caravan ·
Elgrand ·
Fuga ·
Maxima ·
NV ·
Patrol ·
Rogue ·
Sentra ·
Serena ·
Skyline ·
Skyline ·
Skyline Crossover ·
Sunny ·
Teana ·
Tiida ·
Titan ·
Xterra

Concepten:
Forum ·
Jikoo ·
Pivo ·
Urge

Uit productie:
100NX ·
200SX ·
300ZX ·
350Z ·
Almera ·
Almera Tino ·
Bluebird ·
Cedric ·
Cherry ·
Cima ·
Gloria ·
Kubistar ·
Laurel ·
Pixo ·
Prairie ·
Primera ·
Pulsar ·
Silvia ·
Stanza ·
Terrano ·
Vanette